# Orlen Lietuva
Orlen Lietuva (do 2009 roku Mažeikių Nafta) – litewska spółka zajmująca się przetwarzaniem ropy naftowej, należąca do polskiego koncernu Orlen. Główna rafineria nie znajduje się jednak w samych Możejkach, lecz w oddalonej od nich o 17 km na północny zachód wsi Juodeikai.

## System rurociągów
Spółka Orlen Lietuva obsługuje system rurociągów o długości ok. 500 km. Włączone w ten system są dwie stacje pompowe koło Birż i Janiszek, naftociągi do rafinerii w Możejkach i portu naftowego w Butyndze i naftociąg prowadzący do Windawy. Budowa pierwszych rurociągów na Litwie rozpoczęła się w 1966. W 1992 założono spółkę Mažeikių Nafta, która kontroluje litewskie rurociągi.

## Sprzedaż spółki
Z powodu upadłości rosyjskiej spółki Jukos, kilku potencjalnych kupców z Rosji, Kazachstanu i Polski wyraziło chęć kupna rafinerii ropy naftowej w Możejkach. Po kilku miesiącach rokowań, propozycja polskiej spółki PKN Orlen okazała się najbardziej atrakcyjna i spełniała wszystkie wymogi narodowego bezpieczeństwa państwa litewskiego. 9 czerwca 2006 litewski minister gospodarki Kęstutis Daukšys i wiceminister gospodarki Nerijus Eidukevičius podpisali dokumenty sprzedaży. Inwestycja została sfinalizowana 15 grudnia 2006. PKN Orlen SA zapłacił łącznie 2,34 mld USD za kontrolny pakiet 84,36% akcji Mažeikių Nafta (30,66% wszystkich akcji odkupił od litewskiego skarbu państwa, 53,7% od rosyjskiej firmy Jukos). Następnie dokupił akcje od mniejszościowych akcjonariuszy i posiadał 90,02% akcji Mažeikių Nafta. 29 kwietnia PKN Orlen SA kupił 9,98% udziałów rafinerii od rządu Litwy. Obecnie posiada on 100% akcji Mažeikių Nafta.